# Janice Dickinson
Janice Dickinson Doreen (sinh ngày 15 tháng 2 năm 1955) là một người mẫu nước Mỹ, nhiếp ảnh thời trang, nữ diễn viên, tác giả và đạo diễn. Ngoài ra, cô được xem là một siêu mẫu trong ngành công nghiệp thời trang; cô còn nổi tiếng khi tham gia làm Ban Giám khảo cho 4 mùa thi đầu của loạt chương trình America's Next Top Model. Nổi tiếng hơn khi cô mở một công ty người mẫu của riêng mình và tạo nên một số truyền hình thực tế The Janice Dickinson Modeling Agency.

## Tiểu sử
Janice Dickinson sinh ra ở Brooklyn, New YorkBa cô là Ray Dickinson gốc người Belarus,và mẹ cô là Jenie Dickinson Pietrzykoski gốc Ba Lan, cô lớn lên ở Hollywood, Florida với hai chị em, cô chị là Alexis, và cô em Debbie cũng là một người mẫu